# Aluzja literacka
Aluzja literacka – w tekście literackim nawiązanie, odwołanie do innego tekstu, stylu, zjawiska literackiego za pomocą określonych sygnałów rozpoznawalnych dla odbiorcy.
Przykładem aluzji literackiej może być nawiązanie do Boskiej komedii Dantego w tytule Nie-Boskiej Z. Krasińskiego lub plama na czole Balladyny podobna do niedających się zmyć plam z krwi na dłoniach Lady Makbet.
Aluzja wiąże utwór z tradycją literacką, stanowi komentarz do utworu, pomaga w interpretacji, lecz wymaga znajomości kultury literackiej.

## Typologia aluzji

### Aluzja bezpośrednia
Nawiązuje do cudzego tekstu w sposób wyraźnie zaznaczony. Istnieje wiele rodzajów aluzji bezpośredniej, różniących się nasileniem związków między tekstami:
1. kontynuacja fabuły cudzego utworu (Wacław Słowackiego jako nawiązanie do Marii Malczewskiego) – to najsilniejszy rodzaj aluzji;
2. trawestacja utworu (Marchołt Kasprowicza) – całego albo poszczególnych scen. Występują analogie albo kontrasty oraz stylizacje;
3. inspiracja polemiczna (np. Odpowiedź na „Psalmy przyszłości”) lub liryczna (W Weronie Norwida);
4. charakteryzowanie postaci poprzez jej lektury;
5. przejęcie cudzej postaci literackiej (jej imienia, charakteru, stylu życia, jako symbolu);
6. sparafrazowanie w tytule urywka z cudzego tekstu lub tytułu (np. Wściekłość i wrzask Faulknera);
7. porównania i peryfrazy – aluzje do szczegółów cudzego tekstu;
8. cytat z innego utworu wpleciony w tekst dzieła (by określić sytuację bohatera, stosunek autora do cytowanego dzieła, dla parodii, parodiowania maniery literackiej). Jednak cytaty rozpowszechnione, które „straciły” autorów, zleksykalizowane, nie są aluzją, gdy ktoś się nimi posługuje nieświadomie (bez świadomości ich pochodzenia).

### Aluzja pośrednia
Zachodzi wtedy, gdy związek między tekstami nie został bezpośrednio zasygnalizowany. Może przejawiać się w następujących formach:
1. reminiscencja podświadoma;
2. reminiscencja świadoma o charakterze aluzji;
3. reminiscencja świadoma bez intencji aluzyjnej.

Określenie świadomego czy nieświadomego charakteru reminiscencji należy do psychologii twórczości, nie da się na podstawie samego tekstu tego stwierdzić (może rozstrzygnąć wyznanie autora lub okoliczności uboczne)
Szczególną formą nawiązania do oryginalnego tekstu jest świadomy plagiat.
Żeby tekst bez bezpośrednio zaznaczonego związku był aluzją, musi:
- odnosić się do powszechnie znanego utworu, tak, by można liczyć na jego znajomość przez czytelnika;
- operować podobną / identyczną tematyką lub też kształtować tematykę w opozycji do utworu, do którego jest aluzją.